# Ekonomický systém
Ekonomický systém označuje typ uspořádání tržních a vlastnických vztahů v dané ekonomice. Rozlišujeme čtyři nejznámější či nejobvyklejší ekonomické systémy (kapitalismus, smíšená ekonomika, socialismus a komunismus) a řadu dalších systémů, které se objevují jen v menším měřítku (v teorii i praxi).

## Historie a vývoj ekonomických systémů

### Kapitalismus
Kapitalismus je ekonomický systém, v němž jsou výrobní prostředky v soukromém vlastnictví a jsou provozovány za účelem dosažení zisku. Ekonomické parametry (např. ceny) jsou určovány prostřednictvím volného trhu (nabídkou a poptávkou), a to i ceny práce, nikoli řízeny pouze zásahy státu (jako v řízených či plánovaných ekonomikách).
Stát si většinou ponechává možnost takový ekonomický systém regulovat zákony, např. zákoníkem práce či obchodním zákoníkem.

### Smíšená ekonomika
Smíšená ekonomika je takový ekonomický systém, ve kterém se objevují prvky tržní i plánované ekonomiky. V praxi to obvykle znamená takovou ekonomiku, v níž stát vymezuje mantinely, ve kterých se musí tržní aktéři pohybovat. V některých případech může být stát monopolním vlastníkem celého odvětví.